# Cantón de Ferrières-en-Gâtinais
El cantón de Ferrières-en-Gâtinais era una división administrativa francesa, que estaba situada en el departamento de Loiret y la región de Centro-Valle de Loira.

## Composición
El cantón estaba formado por diecisiete comunas:
- Chevannes
- Chevry-sous-le-Bignon
- Corbeilles
- Courtempierre
- Dordives
- Ferrières-en-Gâtinais
- Fontenay-sur-Loing
- Girolles
- Gondreville
- Griselles
- Le Bignon-Mirabeau
- Mignères
- Mignerette
- Nargis
- Préfontaines
- Sceaux-du-Gâtinais
- Treilles-en-Gâtinais

## Supresión del cantón de Ferrières-en-Gâtinais
En aplicación del Decreto n.º 2014-244 de 25 de febrero de 2014, el cantón de Ferrières-en-Gâtinais fue suprimido el 22 de marzo de 2015 y sus 17 comunas pasaron a formar parte del nuevo cantón de Courtenay.